# San Carlos, Antioquia
San Carlos este un municipiu din departamentul Antioquia, Columbia.